# سومانیا پوریسای

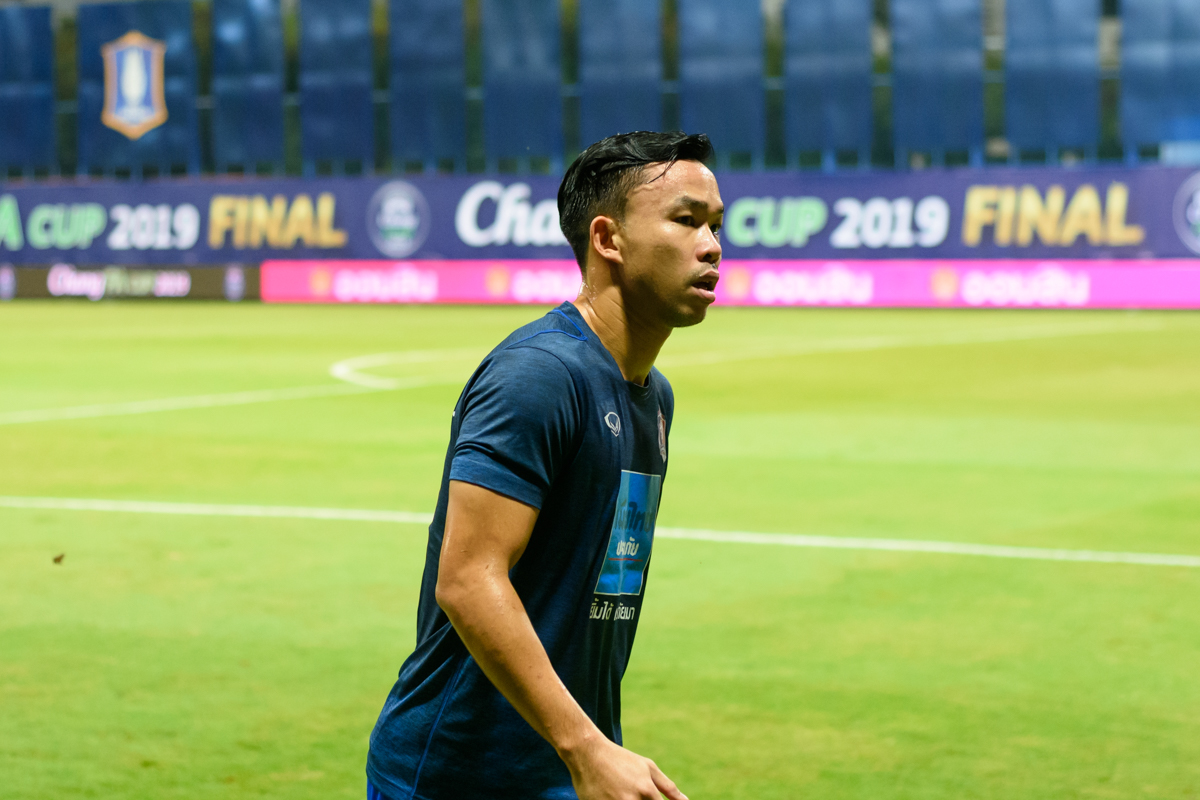
سومانیا پوریسای در سال ۲۰۱۹

سومانیا پوریسای (تایلندی: สุมัญญา ปุริสาย؛ زادهٔ ۵ دسامبر ۱۹۸۶) بازیکن فوتبال اهل تایلند است.
از باشگاه‌هایی که در آن بازی کرده‌است می‌توان به باشگاه فوتبال بانکوک یونایتد، باشگاه فوتبال بوریرام یونایتد اشاره کرد.
وی همچنین در تیم‌های تیم ملی فوتبال تایلند و Thailand U23 بازی کرده‌است.